# فهرست خودکشی‌های افراد ال‌جی‌بی‌تی
این صفحه فهرست خودکشی‌های سرشناس بین افرادی است که همجنس‌گرایی زنانه، همجنس‌گرایی مردانه، دوجنس‌گرایی، یا تراجنسیتی بوده‌اند.
| نام                      | دورهٔ زندگی                       | سن | ملیت یا مکان                             | جنسیت                        |
| ------------------------ | -------------------------------- | -- | ---------------------------------------- | ---------------------------- |
| جیمز روبرت بیکر          | ۱۸ اکتبر ۱۹۴۶ – ۵ نوامبر ۱۹۹۷    | ۵۱ | کالیفرنیا ایالات متحده آمریکا            | هم‌جنس‌گرای مردانه             |
| برندا بنت                | ۱۴ اوت ۱۹۴۵ – ۷ آوریل ۱۹۸۲       | ۳۶ | لس‌آنجلس                                  | دوجنس‌گرا                     |
| پورا کورینگتون           | ۲۹ مارس ۱۸۹۳ – ۱۱ مارس ۱۹۳۲      | ۳۸ | هم، ویلتشایر، انگلیس                     | هم‌جنس‌گرای زنانه              |
| لسلی چونگ                | ۱۲ سپتامبر ۱۹۵۶ – ۱ آوریل ۲۰۰۳   | ۴۶ | هنگ کنگ                                  | دوجنس‌گرا                     |
| تایلر کلمنتی             | ۱۹ دسامبر ۱۹۹۱ – ۱۰ سپتامبر ۲۰۱۰ | ۱۸ | پیسکتاوای، نیوجرسی                       | هم‌جنس‌گرای مردانه             |
| هارت کرین                | ۲۱ ژوئیه ۱۸۹۹ – ۲۷ آوریل ۱۹۳۲    | ۳۲ | نیویورک                                  | هم‌جنس‌گرای مردانه             |
| دنیس دنتون               | ۲۷ اوت ۱۹۵۹ – ۲۴ ژوئن ۲۰۰۶       | ۴۶ | سانتا کروز، کالیفرنیا                    | هم‌جنس‌گرای زنانه              |
| توماس م. دیش             | ۲ فوریه ۱۹۴۰ – ۴ ژوئیه ۲۰۰۸      | ۶۸ | نیویورک                                  | هم‌جنس‌گرای مردانه             |
| جاستین فاشانو            | ۱۹ فوریه ۱۹۶۱ – ۲ می ۱۹۹۸        | ۳۷ | نورفک                                    | هم‌جنس‌گرای مردانه             |
| رابرت «بابی» واین گریفیث | ۲۴ ژوئن ۱۹۶۳ – ۲۷ اوت ۱۹۸۳       | ۲۰ | پورتلند، اورگن                           | هم‌جنس‌گرای مردانه             |
| رایان هالیگیان           | ۱۸ دسامبر ۱۹۸۹ – ۷ اکتبر ۲۰۰۳    | ۱۳ | اسکس جانکشن، ورمانت، ایالات متحده آمریکا | هم‌جنس‌گرای مردانه             |
| جمی هابلی                | ۱۹۹۷ – ۱۴ اکتبر ۲۰۱۱             | ۱۵ | اتاوا                                    | هم‌جنس‌گرای مردانه             |
| ویلیام اینگ              | ۳ می ۱۹۱۳ – ۱۰ ژوئن ۱۹۷۳         | ۶۰ | نیویورک                                  | هم‌جنس‌گرای مردانه             |
| کیم جی-هو                | ۵ آوریل ۱۹۸۵ – ۶ اکتبر ۲۰۰۸      | ۲۳ | سئول                                     | هم‌جنس‌گرای مردانه             |
| اف.او. ماتیسن            | ۱۹ فوریه ۱۹۰۲–۱ آوریل ۱۹۵۰       | ۴۸ | کیتری، مین، ایالات متحده آمریکا          | هم‌جنس‌گرای مردانه             |
| الکساندر مک‌کوئین         | ۱۷ مارس ۱۹۶۹ – ۱۱ فوریه ۲۰۱۰     | ۴۰ | لندن                                     | هم‌جنس‌گرای مردانه             |
| کنت نورت                 | ۲۷ دسامبر ۱۹۷۱ – ۴ ژوئیه ۲۰۰۷    | ۳۵ | لندن                                     | هم‌جنس‌گرای مردانه             |
| آرتور پلام-کلینتون       | ۲۳ ژوئن ۱۸۴۰–۱۸ ژوئن ۱۸۷۰        | ۲۹ | لندن                                     | هم‌جنس‌گرای مردانه یا دوجنس‌گرا |
| مایک ونر                 | ۱۰ اکتبر ۱۹۵۷ – ۲۷ نوامبر ۲۰۰۹   | ۵۲ | لس‌آنجلس                                  | تراجنسی                      |
| جیمی رودمایر             | ۲۱ مارس ۱۹۹۷ – ۱۸ سپتامبر ۲۰۱۱   | ۱۴ | بوفالو، نیویورک                          | هم‌جنس‌گرای مردانه             |
| آلن تورینگ               | ۲۳ ژوئن ۱۹۱۲ – ۷ ژوئن ۱۹۵۴       | ۴۱ | چشر                                      | هم‌جنس‌گرای مردانه             |
| جیمز وال                 | ۲۲ ژوئیه ۱۸۸۹ – ۲۹ می ۱۹۵۷       | ۶۷ | هالیوود (کالیفرنیا)                      | هم‌جنس‌گرای مردانه             |
| جیم ویلر                 | ۱۹۷۸–۱۹۹۷                        | ۱۹ | لبنان، پنسیلوانیا                        | هم‌جنس‌گرای مردانه             |
| توبی وونگ                | ۱۰ ژوئن ۱۹۷۴ – ۳۰ می ۲۰۱۰        | ۳۵ | نیویورک                                  | هم‌جنس‌گرای مردانه             |
| کارین بوی                | ۲۶ اکتبر ۱۹۰۰ — ۲۴ آوریل ۱۹۴۰    | ۴۰ | یوتبری، سوئد                             | هم‌جنس‌گرای زنانه              |
| کلاوس مان                | ۱۸ نوامبر ۱۹۰۶ – ۲۱ مهٔ ۱۹۴۹      | ۴۲ | کن (فرانسه)                              | همجنس‌گرای مردانه             |